# ثيلما وايت
ثيلما وايت (بالإنجليزية: Thelma White)‏ هي ممثلة أمريكية، ولدت في 4 ديسمبر 1910 في الولايات المتحدة، وتوفيت بنفس المكان في 11 يناير 2005 بسبب ذات الرئة.

## وصلات خارجية
- ثيلما وايت على موقع IMDb (الإنجليزية)
- ثيلما وايت على موقع ألو سيني (الفرنسية)
- ثيلما وايت على موقع أول موفي (الإنجليزية)
- ثيلما وايت على موقع قاعدة بيانات برودواي على الإنترنت (الإنجليزية)
- ثيلما وايت على موقع قاعدة بيانات الأفلام السويدية (السويدية)
- ثيلما وايت على موقع قاعدة بيانات الفيلم (الإنجليزية)
- ثيلما وايت على موقع كينوبويسك (الروسية)